# The Band Geek Mafia
The Band Geek Mafia – piąty studyjny album zespołu Voodoo Glow Skulls. Album został wydany 14 lipca 1998 roku przez Epitaph Records.

## Utwory
1. Human Pinata
2. Symptomatic
3. Love Letter
4. They Always Come Back
5. Walkin' Frustration
6. Yo No Tengo Tiempo
7. Left For Dead
8. The Band Geek Mafia
9. Brodie Johnson Weekend
10. Delinquent Song
11. Hieroglyphics
12. Misunderstood
13. Hit A Guy With Glasses
14. Stranded In The Jungle

## Autorzy
- Frank Casillas – wokal
- Eddie Casillas – gitara elektryczna
- Jorge Casillas – gitara basowa
- Jerry O’Neill – perkusja
- Brodie Johnson – trąbka
- Gabriel Dunn – trąbka
- James Hernandez – saksofon